# Cruzeiro de Algés

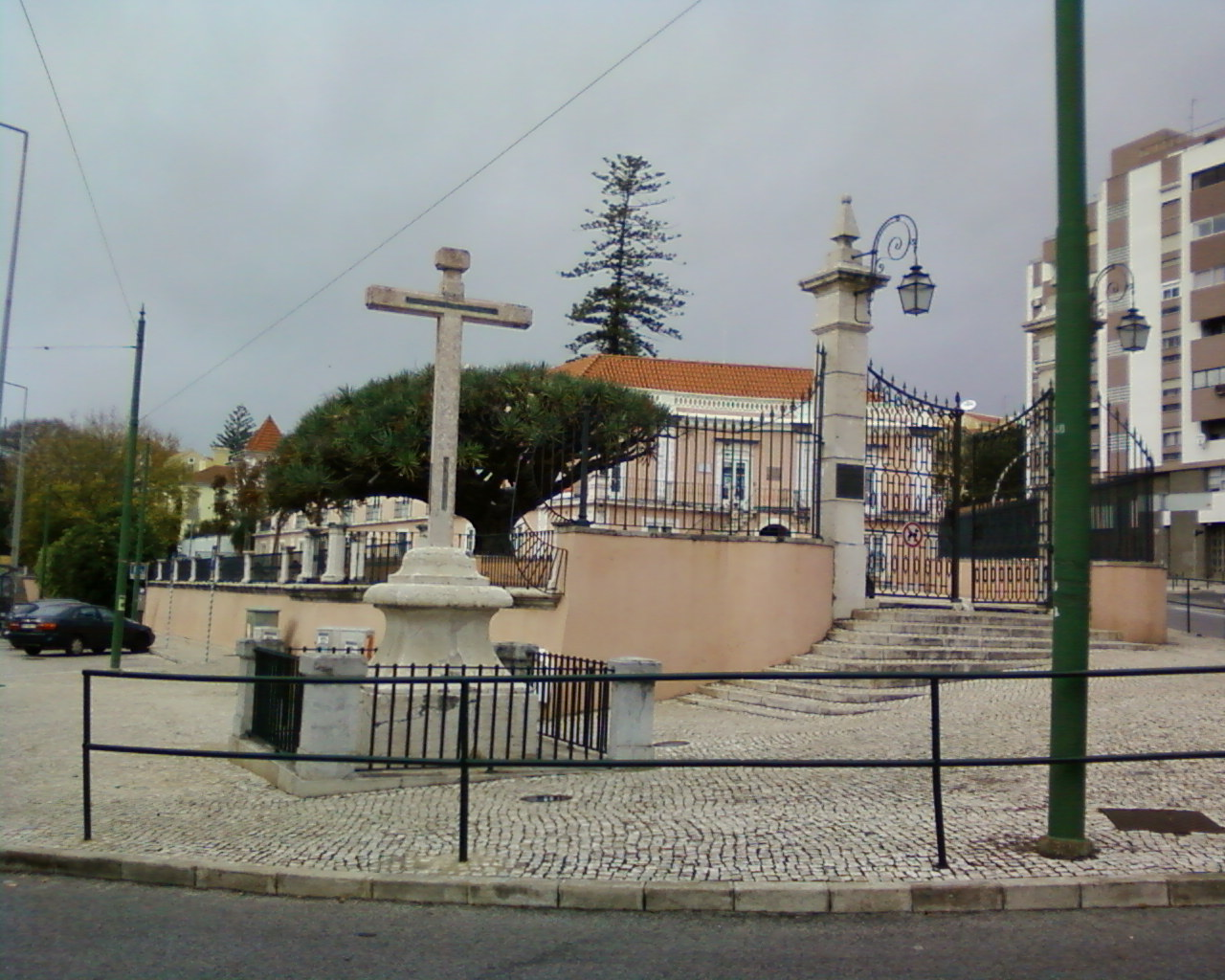
Cruzeiro de Algés, mit dem Palácio Ribamar im Hintergrund

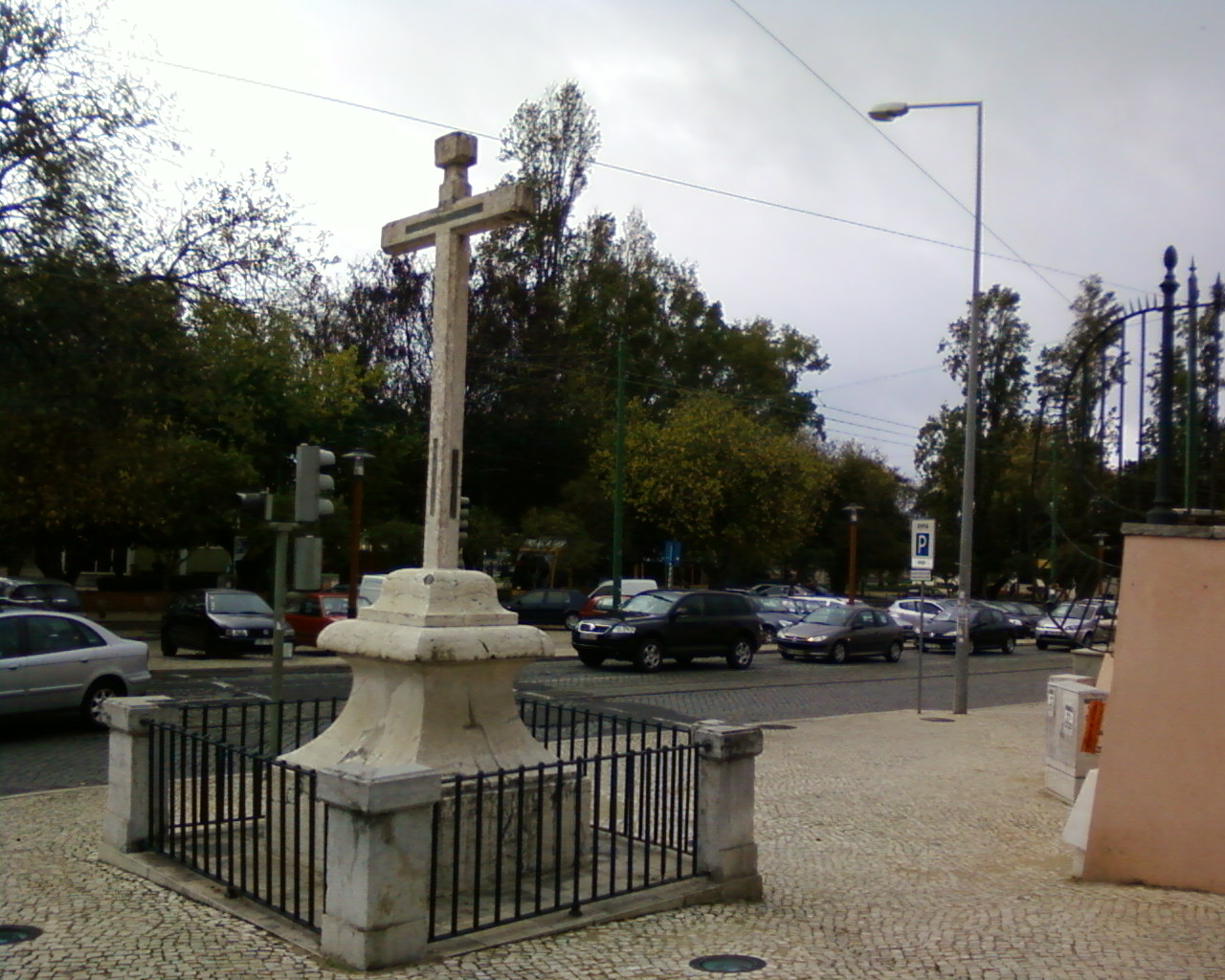
Cruzeiro de Algés, mit dem Park im Hintergrund

Der Cruzeiro de Algés ist ein Flurkreuz im Zentrum der portugiesischen Kleinstadt Algés.

## Lage
Das Kreuz steht am Eingang des Palácio Ribamar, am Kreuzungspunkt der Rua João Chagas und der Alameda Hermano Patrone.

## Geschichte
Es wurde 1605 während der Zeit der Personalunion mit Spanien errichtet. Im 19. Jahrhundert schlug ein Blitz in das Kreuz und es zerbrach in mehrere Teile. Auf Order des Conde de Cabral wurde es wieder hergestellt. Bronzene Flansche verbinden die Teile seither. An seinem Sockel befindet sich eine Inschrift in portugiesischer Sprache: Eis aqui a Cruz do Senhor. Fugi gentes desafectadas. Venceu o leão da tribo de Judá e a raiz de Davi. Aleluia! Aleluia! A cidade em 1605.
Von zwei Kreuzen gleicher Höhe in unmittelbarer Nähe, in Cruz Quebrada und in Linda-a-Pastora, unterscheidet sich das Kreuz von Algés durch seine größeren Abmessungen und die feinere Ausarbeitung.
Wegen seiner hohen Symbolkraft für die Stadt fand es im Ortswappen Verwendung.